# Iñaki Sáenz
Iñaki Sáenz Arenzana (Calahorra, La Rioja, España, 29 de abril de 1988)  es un futbolista español que juega en la posición de lateral o extremo izquierdo. Actualmente juega en la U. D. Logroñés de la Segunda Federación.

## Trayectoria
Se forma en las categorías inferiores del Real Zaragoza, para posteriormente regresar a su localidad natal y enrolarse en el C.D. Calahorra, equipo de la 3ª División-Grupo XVI.
En la temporada del debut de la U.D. Logroñés en la 2ªB (2009-2010) es incorporado a la plantilla. A lo largo de 4 temporadas Iñaki es un habitual en los onces titulares, ya sea de lateral o extremo izquierdo, de los diferentes entrenadores del conjunto riojano (Josip Višnjić, Ignacio Martín, Pepe Calvo y Raúl Llona).
Sus buenas actuaciones llaman la atención de equipos importantes y el 22 de julio de 2013 se anuncia su fichaje por uno de los grandes de la categoría el Racing de Santander  entrenado por Paco Fernández. Terminada la temporada con el ascenso del club montañés el jugador riojano renueva su contrato y así consigue garantizarse el debut en la Liga Adelante. Su primer año en la categoría de plata del fútbol español es amargo en lo colectivo con el descenso del Racing de Santander, pero dulce en lo personal ya que la mayoría de expertos y aficionados le consideran el mejor jugador de los racinguistas por su poderío físico. En verano de 2015, diversos clubes muestran su interés por el jugador riojano pero las exigencias económicas del Racing de Santander enfrían a los pretendientes, protagonizando un desagradable enfrentamiento entre jugador y el club.
Finalmente, el 6 de diciembre de 2015 se confirma su traspaso al Deportivo Alavés, de la 2ª División., con el que consigue el ascenso a 1ª División.
El salto de categoría y el poco protagonismo del jugador riojano llevan al club a prescindir de sus servicios, lo que le permite firmar como agente libre por el C.D. Tenerife (2ª).

## Clubes
| Club                      | País   | Año       |
| ------------------------- | ------ | --------- |
| C.D. Calahorra            | España | 2006-2009 |
| U.D. Logroñés             | España | 2009-2013 |
| R. Racing C. de Santander | España | 2013-2015 |
| Deportivo Alavés          | España | 2015-2016 |
| C.D. Tenerife             | España | 2016-2017 |
| U.D. Logroñés             | España | 2019-     |